# Diamond Head (Hawái)
Diamond Head (en español: Cabeza de Diamante) es el nombre de un cono de toba volcánica en la isla hawaiana de Oahu que los hawaianos conocen como Lēʻahi. El nombre en inglés se lo pusieron los marineros británicos durante el siglo XIX, que confundieron los cristales de calcita incrustados en la roca con diamantes. Se encuentra en la costa al este de Waikīkī (en Honolulu). 

## Geología

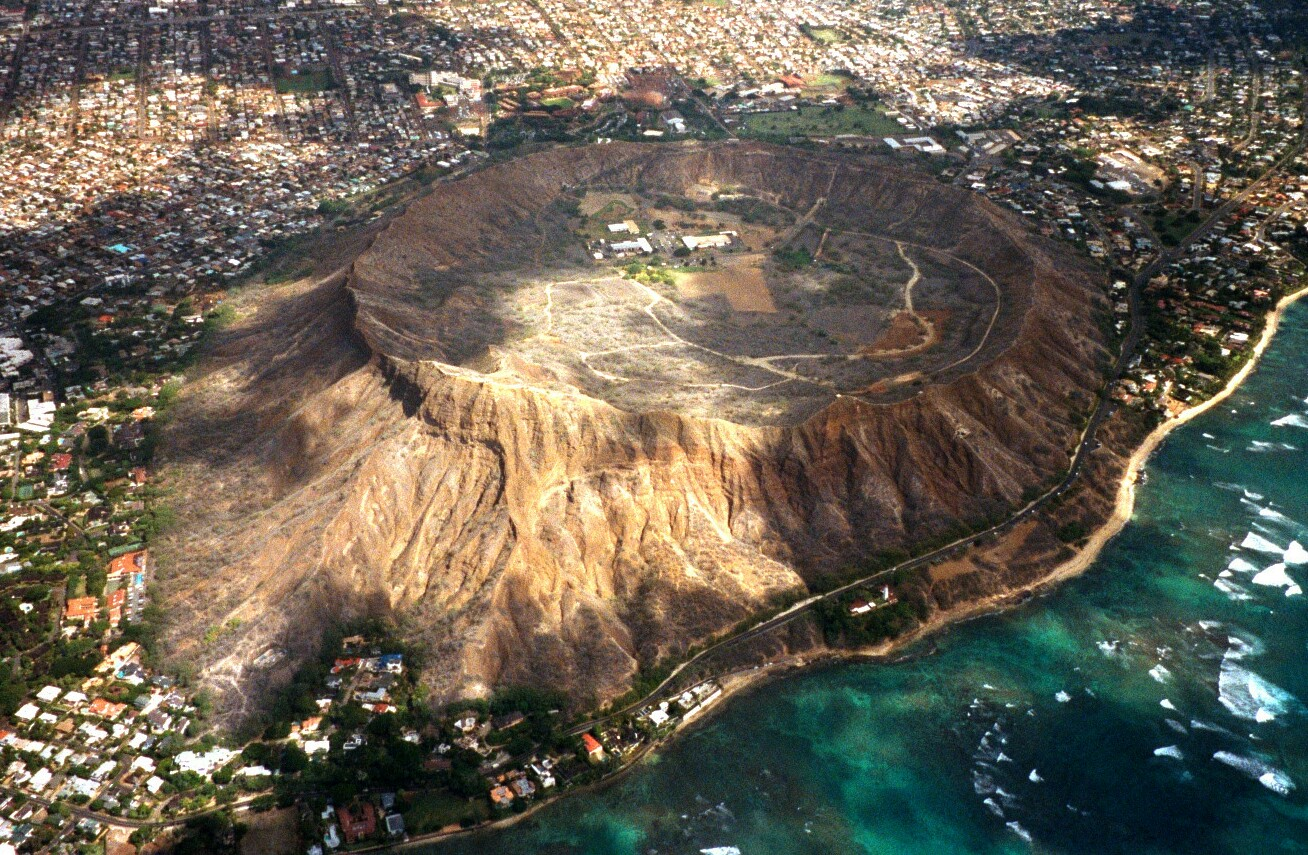
Diamond Head visto desde arriba.

Diamond Head forma parte de un complejo de conos, respiraderos y flujos de lava de diversas erupciones; conjunto conocido por los geólogos como Honolulu Volcanic Series. Erupciones del Volcán Koʻolau que sucedieron mucho después de que se formara el volcán y se volviera inactivo. La "Honolulu Volcanic Series" es un conjunto de erupciones volcánicas que crearon muchos de los lugares más conocidos de Oahu, como el Punchbowl Cráter, la bahía de Hanauma, Koko Head e Isla Manana además de Diamond Head. 
Diamond Head, al igual que los demás restos volcánicos de Honolulú, es mucho más joven que la masa principal de la Sierra de Koolau (Koʻolau Mountain Range, en inglés). Mientras que la sierra de Koʻolau tiene una antigüedad de 2,6 millones de años, se calcula que Diamond Head tiene aproximadamente 200 000 años.
Algunos científicos consideran que la erupción que dio origen a Diamond Head fue probablemente de corta duración, de pocos días. Probablemente fue potente, ya que, según cuando se formó primeramente el cono, se cree que el nivel del mar era mayor y que la erupción salió por una abertura hasta un arrecife de coral. Otro factor que quizá contribuyera a la naturaleza explosiva de la erupción fue que la lava al salir habría entrado en contacto con el nivel freático. La relativa brevedad de la erupción explicaría la simetría del cono hoy en día.
Otra erupción cercana que se produjo aproximadamente en la misma época (puede que después) que la de Diamond Head fue la que creó el escudo volcánico de Black Point. Los geólogos no creen que Diamond Head vuelva a entrar en erupción, ya que la clase de erupciones que lo crearon suelen ser monogenéticas.

## Turismo y popularidad

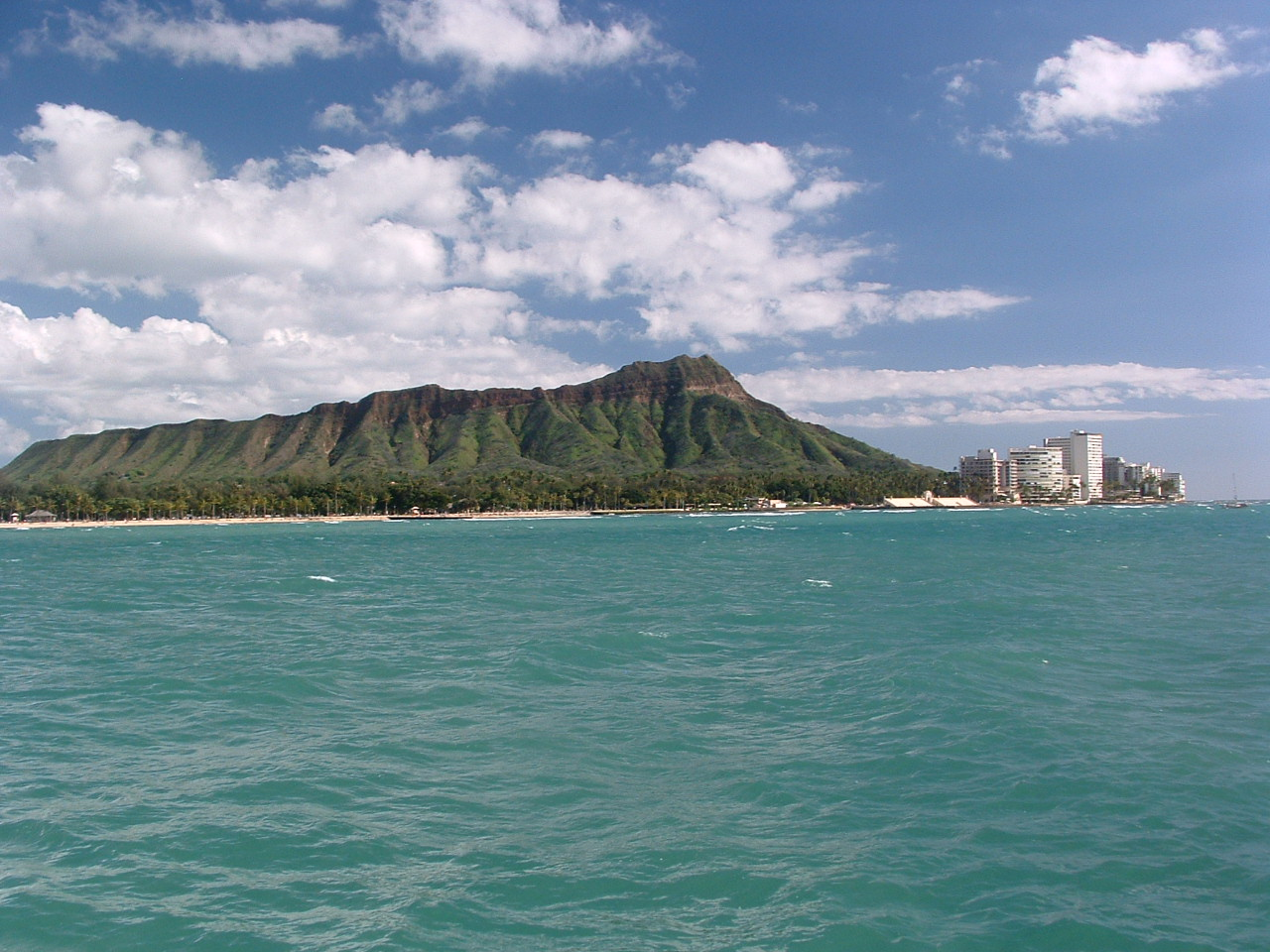
Cono de Diamond Head visto desde la costa próxima a Waikīkī.

Diamond Head es un lugar característico conocido tanto por los lugareños como por los turistas de Waikiki. El cono volcánico es también un monumento estatal de los Estados Unidos. Su cercanía a los complejos hoteleros y las playas de la ciudad hacen de este sitio un destino popular para quienes viajan allí. Un pequeño recorrido a pie lleva al borde del cráter, desde donde se tiene una vista privilegiada y en detalle de la ciudad de Waikiki y del océano Pacífico.
Es todo un símbolo de las islas Hawái reconocido en todo el mundo, por lo que no es de extrañar que el nombre de Diamond Head se explote con fines comerciales. (véase Diamond Head (película) y Diamond Head (grupo musical). Muchos recuerdos y logotipos de tiendas de surf de todo el mundo llevan la peculiar silueta del volcán.